# 遠い街のどこかで…
「遠い街のどこかで…」（とおいまちのどこかで）は、中山美穂の23枚目のシングル。1991年11月1日にキングレコードからリリースされた。規格品番はCDS:KIDS-61。

## 概要
表題曲は、本人主演のフジテレビ系テレビドラマ『逢いたい時にあなたはいない…』主題歌。この曲はクリスマスソングであり、歌詞の内容は主題歌に使用されたテレビドラマの内容とリンクされ、遠距離恋愛のカップルを歌ったものである。2019年現在でもクリスマスシーズンにおける季節音楽の定番として、USENのJ-POPインスト曲の1つに採用されている。
年を跨いでのヒットとなり、1991年、1992年のシングル売上ランキングでトップ50入りを果たし、67万枚のセールスを記録した。
後年、この楽曲について中山は「この曲、不思議とあらゆる世代の方に気に入られていて、私自身もこの曲によって沢山出会いがあったなあ」と綴っている。
カップリングの「Tell Me」では歌入れのレコーディングが27回行われ、収録されたのは最後の27回目のテイクであると自身のラジオ番組「P.S. I Love You」で明かした。なお、作詞を手掛けた渡邉美佳はこの曲で作家デビューを果たした。

## 収録曲
1. 遠い街のどこかで…　
作詞：渡邉美佳 / 作曲・編曲：中崎英也
2. Tell Me
作詞・作曲：渡邉美佳 / 編曲：山崎洋一
3. 遠い街のどこかで…（オリジナルカラオケ）

## 楽曲の収録アルバム
- 遠い街のどこかで…
  - Miho's Select - Album Version
  - Dramatic Songs
  - Pure White Live '94（限定盤） - ライブ音源（シングルメドレー）
  - COLLECTION III
  - TREASURY
  - THE REMIXES MIHO NAKAYAMA MEETS New York GROOVE - Remix Version
  - YOUR SELECTION 1
  - Complete SINGLES BOX
  - 30th Anniversary THE PERFECT SINGLES BOX
  - All Time Best
  - ドラマニア2〜Second Season（オムニバスアルバム）
  - Fantastic CHRISTMAS（オムニバスアルバム）
  - Wonderful Tunes〜Dear Winter〜（オムニバスアルバム）
  - ロマンティック・クリスマス （オムニバスアルバム）
  - 逢いたい時にあなたはいない… オリジナル・サウンドトラック／渡辺博也（オルゴールバージョン）

- Tell Me
  - Blanket Privacy - 再録
  - Complete SINGLES BOX
  - 30th Anniversary THE PERFECT SINGLES BOX

## カバー・楽曲使用

### 倖田來未によるカバー版
『遠い街のどこかで…』（とおいまちのどこかで）は、日本の歌手・倖田來未の22作目の配信限定シングル。2023年12月6日に配信された。

#### 解説（倖田來未）
前作『Let's fight for love!』から4か月ぶりの配信シングル。
今作は自身がプライベートでも親交の深い、歌手の中山美穂が1991年にリリースされた同名曲のカバー曲。なお、カバー曲をリリースするのは2019年に発表した『GOLDFINGER 2019』以来およそ、4年ぶりとなる。

#### 収録曲（倖田來未）
1. 遠い街のどこかで… [5:32]
作詞：Mika Watanabe
作曲：Hideya Nakazaki
編曲：(ノークレジット)

#### 収録アルバム（倖田來未）
- 『UNICORN』

### その他
- フジテレビ『めざましテレビ』内「きょうのわんこ」 - オルゴール・ヴァージョン／コンピレーションアルバム『めざましsongs』(2004年)収録
- マリリン・マーティン - 英語詞ヴァージョン（サブタイトル「Happy Merry Christmas」）／オムニバスアルバム『ラヴ・ストーリーズ』、『フラッシュバック 〜ミリオン・ヒッツ・カバー・オン・TV』、『E35〜英語で歌おうJ-Pop〜』収録
- 高野千恵 - アルバム『Winter Collection』(2009年)収録
- Charlie(ロンドン出身の女性シンガー) - コンピレーションアルバム『Sweet 10 Covers～music for lovers～』(2012年)収録
- mayula（インディーズ・アーティスト） - カバー・アルバム『BEST OF FUN2』(2009年)収録
- 中森明菜 - 自身のクリスマス・ディナーショーで歌唱
- フジテレビ・ノイタミナ枠などで放送されたアニメ「あの日見た花の名前を僕達はまだ知らない。」公式web内、「今日のめんま」のコーナーで、「きょうのわんこ」のパロディーとして使用。